# Cascade (Wisconsin)
Cascade es una villa ubicada en el condado de Sheboygan en el estado estadounidense de Wisconsin. En el Censo de 2010 tenía una población de 709 habitantes y una densidad poblacional de 331,81 personas por km².

## Geografía
Cascade se encuentra ubicada en las coordenadas 43°39′41″N 88°0′32″O / 43.66139, -88.00889. Según la Oficina del Censo de los Estados Unidos, Cascade tiene una superficie total de 2.14 km², de la cual 2.1 km² corresponden a tierra firme y (1.7%) 0.04 km² es agua.

## Demografía
Según el censo de 2010, había 709 personas residiendo en Cascade. La densidad de población era de 331,81 hab./km². De los 709 habitantes, Cascade estaba compuesto por el 97.74% blancos, el 0.42% eran afroamericanos, el 0.28% eran amerindios, el 0% eran asiáticos, el 0.42% eran isleños del Pacífico, el 0.71% eran de otras razas y el 0.42% pertenecían a dos o más razas. Del total de la población el 3.81% eran hispanos o latinos de cualquier raza.